# Mieczysław Kiełbasa
Mieczysław Kiełbasa (ur. 10 października 1951 w Lipnicy Wielkiej) – polski polityk, samorządowiec i nauczyciel, w latach 1996–1998 wicewojewoda nowosądecki.

## Życiorys
Ukończył w 1976 studia inżynierskie na Wydziale Rolniczym Akademii Rolniczej w Krakowie, a w 1979 studia magisterskie (z zakresu ekonomiki i organizacji rolnictwa) na tym samym wydziale.
W latach 1972–1982 pracował w gminnej Radzie Narodowej i urzędzie gminy Korzenna, a także w spółdzielni kółek rolniczych. Następnie do 1990 był zatrudniony w komitecie wojewódzkim Zjednoczonego Stronnictwa Ludowego. W latach 90. pracował jako nauczyciel w szkole podstawowej w Lipnicy Wielkiej.
Od 1996 do 1998 pełnił funkcję wicewojewody nowosądeckiego. W 2002 został radnym powiatu nowosądeckiego, powołanym następnie na wicestarostę. Oba te stanowiska utrzymał po wyborach samorządowych w 2006 i 2010. W 2014 ponownie został radnym powiatowym.
Członek Polskiego Stronnictwa Ludowego, kierował wojewódzkimi strukturami tej partii. Kandydował z jej listy do Sejmu w 1993, 1997, 2001, 2005 i 2007 (w 1997 i 2001 jako lider listy).

## Odznaczenia
Odznaczony Krzyżem Kawalerskim Orderu Odrodzenia Polski (1999).